# Back to the Future: Part II (soundtrack)
Back to the Future: part II is de originele soundtrack van de film Back to the Future Part II. Het album werd gecomponeerd door Alan Silvestri en werd op 22 november 1989 uitgebracht door MCA Records. Een van de solisten in het orkest was op de hoorn James Thatcher.

## Nummers
| Nr. | Titel              | Duur |
| --- | ------------------ | ---- |
| 1   | Main Titles        | 2:21 |
| 2   | The Future         | 5:23 |
| 3   | Hoverboard Chase   | 2:49 |
| 4   | A Flying Delorean? | 4:31 |
| 5   | My Father!         | 2:04 |
| 6   | Alternate 1985     | 3:05 |
| 7   | If They Ever Did   | 3:58 |
| 8   | Pair O' Docs       | 1:27 |
| 9   | The Book           | 4:50 |
| 10  | Tunnel Chase       | 5:21 |
| 11  | Burn the Book      | 2:26 |
| 12  | Western Union      | 1:52 |
| 13  | End Titels         | 4:38 |

Muziek uit de film die niet op het album zijn meegenomen:
- "Beat It" van Michael Jackson.
- "I Can't Drive 55" van Sammy Hagar.
- "Mr. Sandman" van The Four Aces.
- "Papa Loves Mambo" van Perry Como.